# Giles Meteorological Station
Die Giles Meteorological Station (auch Giles Weather Station oder einfach Giles) ist eine Wetterstation des australischen Bureau of Meteorology im äußersten Osten des Bundesstaates Western Australia nahe der Grenze zum Northern Territory.

## Lage
Die Station liegt an der Great Central Road, die nächste Ortschaft ist die Aborigine-Siedlung Warakurna mit 180 Einwohnern, die sich fünf Kilometer nördlich befindet. Die nächste große Stadt ist Alice Springs, 750 Kilometer nordöstlich; der Uluṟu ist 330 Kilometer entfernt. Giles liegt am Fuße der Rawlinson Ranges und gehört zur Local Government Area Ngaanyatjarraku Shire.

## Die Wetterstation
Giles ist die einzige bemannte Wetterstation in einem Gebiet von etwa 2,5 Millionen Quadratkilometern und liegt in der Mitte des Kontinents in der Nähe zum Kerns des subtropischen Jetstreams. Dadurch kommt der Station eine wichtige Rolle in der Wetter- und Klimabeobachtung Australiens und insbesondere des östlichen und südöstlichen Australiens zu, vor allem für Regenvorhersagen.
Die Station wird von einer Belegschaft von drei Mitarbeitern betrieben, die jeweils für sechs Monate in der abgelegenen Region arbeiten. Bis Ende 2010 waren es jeweils vier Mitarbeitende.
Eine 1600 Meter lange Landebahn dient der Versorgung der Station und von Warakurna.
Touristen können die Station besuchen, um dort eine Tour zu machen, im Besucherzentrum zu stöbern oder dem täglichen Steigenlassen der Wetterballons beizuwohnen. Touren werden jedoch nicht mehr auf einer regelmäßigen Basis angeboten.

## Geschichte
Giles ist nach dem englischen Entdecker Ernest Giles benannt. Er war im Jahr 1874 der erste Europäer, der durch diese Gegend reiste.
Im Dezember 1955 wählte Len Beadell, Landvermesser und Straßenbauer beim Weapons Research Establishment (heute Defence Science and Technology Organisation), Giles als Standort für eine Wetterstation. Diese wurde benötigt, um günstige Wetterbedingungen für Kernwaffentests in Emu Field und Maralinga vorherzusagen. Beadell vermaß und baute die Landebahn. Während des Baus des Gunbarrel Highways, der die Wetterstation mit Carnegie Station verbindet, wählte Beadell den Namen Giles. Beadells Planiermaschine, die vermutlich mehr als 30.000 Kilometer zurücklegte, wurde 1963 außer Dienst gestellt und ist in Giles ausgestellt.
In späteren Jahren unterstützte die Wetterstation die Raketen-Testprogramme in Woomera, da Giles dicht an der Fluglinie der Raketen lag. Wrackteile der ersten Blue-Streak-Rakete, die am 5. Juni 1964 von Woomera startete, sind ebenfalls in Giles ausgestellt.
Das 100 Kilometer nordöstlich im Northern Territory gelegene Docker River wurde in den 1960ern von der Regierung als Aborigine-Siedlung gegründet. Überfüllung dort und in Warburton verursachte die Notwendigkeit für eine neue Siedlung, weswegen in den 1970ern Warakurna entstand.
1972 wurde die Wetterstation vom australischen Verteidigungsministerium an die Wetterbehörde übergeben.

## Klima
Giles hat ein Wüstenklima (Effektive Klimaklassifikation nach Köppen und Geiger: BWh) mit heißen Sommern und milden Wintern. Die Niederschlagsmenge variiert sehr stark, gemessene Jahresmengen reichen von 38,0 mm im Jahr 1961 bis 843,4 mm im Jahr 2001. Die periodische südwärtige Verlagerung des Monsun-Trogs und Ausläufer von tropischen Wirbelstürmen verursachen in den regenreicheren Monaten von November bis März Starkregenereignisse. Trockenperioden sind insbesondere in den Wintermonaten häufig – die längste Zeitspanne ohne jeglichen Regen betrug 125 Tage, vom 17. Mai bis zum 21. September 1961.
|                       | Jan  | Feb  | Mär  | Apr  | Mai  | Jun  | Jul  | Aug  | Sep  | Okt  | Nov  | Dez  |   |       |
| Mittl. Tagesmax. (°C) | 37,3 | 36,0 | 33,7 | 29,4 | 23,7 | 20,3 | 20,0 | 22,7 | 27,5 | 31,9 | 34,3 | 35,8 | ⌀ | 29,3  |
| Mittl. Tagesmin. (°C) | 23,6 | 22,8 | 20,5 | 16,4 | 11,3 | 8,0  | 6,8  | 8,7  | 13,0 | 17,3 | 19,9 | 21,9 | ⌀ | 15,8  |
|                       |      |      |      |      |      |      |      |      |      |      |      |      |   |       |
| Niederschlag (mm)     | 29,6 | 44,8 | 35,5 | 17,2 | 21,1 | 17,1 | 11,1 | 9,8  | 10,6 | 15,4 | 28,5 | 45,7 | Σ | 286,4 |
|                       |      |      |      |      |      |      |      |      |      |      |      |      |   |       |
| Sonnenstunden (h/d)   | 10,2 | 9,5  | 9,3  | 9,1  | 8,5  | 8,3  | 9,0  | 9,9  | 10,2 | 10,5 | 10,3 | 9,8  | ⌀ | 9,6   |
|                       |      |      |      |      |      |      |      |      |      |      |      |      |   |       |
| Regentage (d)         | 5,4  | 5,3  | 4,2  | 2,9  | 3,7  | 3,2  | 2,4  | 2,2  | 2,5  | 3,4  | 5,3  | 6,7  | Σ | 47,2  |

| 23,6 |

| 22,8 |

| 20,5 |

| 16,4 |

| 11,3 |

| 8,0 |

| 6,8 |

| 8,7 |

| 13,0 |

| 17,3 |

| 19,9 |

| 21,9 |

| 23,6 |

| 22,8 |

| 20,5 |

| 16,4 |

| 11,3 |

| 8,0 |

| 6,8 |

| 8,7 |

| 13,0 |

| 17,3 |

| 19,9 |

| 21,9 |